# A Different Corner
A Different Corner – singel brytyjskiego piosenkarza George’a Michaela opublikowany 24 marca 1986 roku nakładem wytwórni Epic i Columbia.
Utwór podobnie jak wydany dwa lata wcześniej Careless Whisper na stałe wpisał się w popowy repertuar piosenkarza. Opowiada historię separacji i jest inspirowany sytuacją osobistą. Utwór znalazł się na listach przebojów wielu krajów.
Powstanie utworu przypada na ostatnie lata zespołu Wham!. Michael wiedząc o zakończeniu wspólnej działalności rozpoczął współpracę z innymi artystami i próbował tworzyć solowe utwory.

## Historia
George Michael i Andrew Ridgeley grając w zespole Wham! wydali w 1984 roku swój drugi album Make It Big. Jednym z singli promujących płytę był wydany w lipcu Careless Whisper, który jednocześnie był pierwszym solowym singlem Michaela. Make It Big okazał się sukcesem i zdominował w tym okresie brytyjskie i amerykańskie listy przebojów. Po zakończeniu trasy koncertowej, trwającej od grudnia 1984 do września 1985, George Michael poświęcił się bardziej osobistym projektom i współpracował m.in. z Eltonem Johnem (Don’t Let the Sun Go Down on Me). Jego relacje z menedżerami Simonem Napier-Bellem i Jazz Summersem pogorszyły się z powodu nieporozumień handlowych, mimo że nowy singiel zespołu Wham! I’m Your Man został przychylnie przyjęty przez publiczność jesienią 1985 roku. Grupa planowała ostatecznie zakończyć działalność pod koniec 1985 roku. Jak wspomina, kiedy zdecydował się rozstać z Ridgeleyem, przechodził depresję, miał problemy osobiste i był pesymistą co do przyszłości Wham!.
Piosenka została wydana jako singel w marcu 1986 roku w Wielkiej Brytanii pod szyldem Epic z wersją instrumentalną na stronie B. Znalazł się także na ostatnim albumie grupy The Final z czerwca 1986, wydanym w Ameryce Północnej i Japonii w lipcu pod tytułem Music from the Edge of Heaven, zawierającym więcej niepublikowanych wcześniej utworów i rozszerzoną wersję A Different Corner. Pomimo osobistych trudności, Michael chciał doprowadzić tę wspólną przygodę do odpowiedniego końca. Jak wspomina, podczas nagrywania ostatniej EP-ki był bardzo przygnębiony, ale nie było mowy o cofaniu się, doszedł do wniosku, że najlepsze co mógł dać publiczności, to bardzo dobra płyta i doskonały koncert.
Michael został pierwszym solowym artystą w historii UK Singles Chart, którego dwa pierwsze single osiągnęły pierwsze miejsce.
Utwór opisuje wspomnienia Michaela z tamtego okresu; autor był w trakcie ostatniej trasy koncertowej Wham! i przechodził rozstanie. Produkcja piosenki, wliczając w to napisanie słów i wykonanie nagrania trwała łącznie około 14 godzin. Czarno-biały klip autorstwa operatora filmowego Davida Watkina, pozwolił piosenkarzowi nadać sobie bardziej dojrzały wizerunek w momencie, gdy opuszczał swoją grupę i przygotowywał się do prac nad swoim pierwszym solowym albumem Faith, wydanym w 1987 roku.

## Notowania
| Lista (1986)                           | Pozycja |
| -------------------------------------- | ------- |
| Australia (Kent Music Report)          | 4       |
| Austria (Ö3 Austria Top 40)            | 6       |
| Belgia (Ultratop 50 Singles)           | 2       |
| Kanada (Adult Contemporary Tracks)     | 2       |
| Kanada (Top Singles)                   | 1       |
| Stany Zjednoczone (Adult Contemporary) | 6       |
| Stany Zjednoczone (Billboard Hot 100)  | 7       |
| Francja (SNEP)                         | 16      |
| Irlandia (IRMA)                        | 2       |
| Norwegia (VG-lista)                    | 1       |
| Nowa Zelandia (RMNZ)                   | 3       |
| Holandia (Nederlandse Top 40)          | 1       |
| Holandia (Single Top 100)              | 2       |
| UK (UK Singles Chart)                  | 1       |
| Szwecja (Sverigetopplistan)            | 18      |
| Szwajcaria (Schweizer Hitparade)       | 3       |

| Lista (1986)                          | Pozycja |
| ------------------------------------- | ------- |
| Niemcy (GfK Entertainment)            | 72      |
| Belgia (Ultratop 50 Singles)          | 8       |
| Kanada (Top Singles)                  | 27      |
| Stany Zjednoczone (Billboard Hot 100) | 98      |
| Holandia (Nederlandse Top 40)         | 3       |
| Holandia (Single Top 100)             | 5       |
| Szwajcaria (Schweizer Hitparade)      | 20      |

| Państwo/Region  | Certyfikat | Sprzedaż       |
| --------------- | ---------- | -------------- |
| Holandia (NVPI) | Platyna    | 100 000 (1986) |
| UK (BPI)        | Złoto      | 550 000 (2017) |